# قدرت چینی (فیلم ۲۰۰۰)
قدرت چینی (به انگلیسی: China Strike Force) یک فیلم اکشن و جنایی هنگ کنگی محصول سال ۲۰۰۰ به کارگردانی استنلی تانگ با بازی آرون کووک، نوریکا فوجیوارا، وانگ لیهوم و همچنین با حضور بازیگران آمریکایی مارک داکاسیوس و کولیو همراه می‌باشد.

## داستان
یک افسر امنیتی جوان چینی به نام دارن برای تیم ۸۰۸ فراخوانده می‌شود که با قاچاق مواد مخدر و فساد مبارزه می‌کند. نوریکو، افسر ژاپنی اینترپل، با دارن برای نابودی یک کارتل بزرگ بین‌المللی مواد مخدر همکاری می‌کند. همزمان، دختر یک افسر ارشد دولتی مظنون به فساد است.

## ساخت
قدرت چینی به دو زبان کانتونی و انگلیسی فیلمبرداری شد. کارگردان استنلی تانگ فیلم را در شانگهای به عنوان لوکیشن فیلمبرداری کرد زیرا او آن را ارزانتر از فیلمبرداری فیلم در هنگ کنگ یافت و همچنین می‌خواست سرزمین اصلی چین را بهتر بشناسد.
همچنین صحنه‌های خاصی از مبارزه‌ها بر فراز ماشینی که با هلیکوپتر در حال پرواز است. مارک داکاسکو از کابل ایمنی استفاده نکرد.

## بازیگران
- آرون کووک
- نوریکا فوجیوارا
- کولیو
- مارک داکاسیوس … تونی لاو
- وانگ لیهوم … الکس چونگ
- کن لو[۲][۳]

## انتشار
این فیلم در ۲۱ دسامبر ۲۰۰۰ در هنگ کنگ منتشر شد و مجموعاً ۲۰٫۵۱۳٫۹۰۶ دلار هنگ کنگ به دست آورد. در بیستمین جوایز سالانه فیلم هنگ کنگ، این فیلم نامزد بهترین بازیگر جدید (وانگ لیهوم)، بهترین رقص اکشن (استنلی تانگ و آیلن سیت) و بهترین طراحی صدا (پل پیرولا) شد.